# Pseuderia wariana
Pseuderia wariana är en orkidéart som beskrevs av Rudolf Schlechter. Pseuderia wariana ingår i släktet Pseuderia och familjen orkidéer. Inga underarter finns listade i Catalogue of Life.